# Оздер, Озге
Озге Оздер (тур. Özge Özder; род. 1 апреля 1978, Анкара) — турецкая актриса театра и кино.

## Биография
Озге Оздер родилась в 1978 году в столице Турции Анкаре.
Окончив в родном городе среднюю школу, Озге поступила в специализированный колледж по театральному мастерству. Сдав в 1996 году экзамены, будущая актриса начала обучение в театральной консерватории Анкары и продолжила его в Билькентском университете.
В 1993 году Озге Оздер начинает свою актёрскую карьеру, на театральной сцене — с 2001 года. Актёрский успех приходит после участия в сериале «Июньская ночь», а также после съёмок в сериале «Симфония любви Архивная копия от 30 июля 2020 на Wayback Machine».
В настоящее время Оздер работает в театре, параллельно участвуя в проектах на телевидении. Неоднократная номинантка различных премий, Озге была отмечена за свою роль в картине «Три сестры» (Üç Kız Kardeş).

## Фильмография
Янтарь / Kehribar … Adile Genştald Yarımcalı (2016)
Unutamadım (2015)
Эй, Стамбул / Ulan İstanbul … Sevilay Karam (2014)
Отчаянные домохозяйки / Umutsuz Ev Kadınları … Emel (2011—2012)
Цена жизни / Ömre Bedel … Sezon Aylin (2009—2010)
Симфония любви / Dudaktan Kalbe … Cavidan Meriçoğlu Gün (2007—2008)
İyi ki Varsın … Aslı (2006)
Emret Komutanım … Hemşire Sultan (2005)
İyi Aile Robotu … Çağla (2004)
Uy Başuma Gelenler (2004)
Июньская ночь / Haziran Gecesi … Lale (2004)
Aşkın Mucizeleri (2004)
Hayat A.Ş. (2003)
Estağfurullah Yokuşu … Didem (2003)
Çifte Bela (2001)
Yeditepe İstanbul … Konuk Oyuncu (2001)
Dadı … Derya (2000)
Sonbahar Kadınları … Hayal (1998)
Ferhunde Hanımlar (1993)

## Фильмы Озге Оздер
Türkan … Zeynep (2011)
Ребята другого района / Başka Semtin Çocukları … Gül (2008)
На счет ноль / Sıfır Dediğimde … Genç Müberra (2007)
Остров надежды / Umut Adası … Sibel (2006)

## Семья
Семейное положение: супруг Tansel Öngel (2007—2010 г.)